# طاهر رشيد
طاهر رشيد (بالإنجليزية: Tahir Rashid)‏ هو رائد أعمال بريطاني، ولد في 1985 في المملكة المتحدة.